# 비반트
비반트(Vivant)는 벨기에의 중도좌파 계열 정당이다. 비반트는 프랑스어로 "살아 있는", "생기 넘치는"을 뜻하며 "개인의 자유와 새로운 미래를 위한 노동을 위하여"(네덜란드어: Voor Individuele Vrijheid en Arbeid in een Nieuwe Toekomst)를 뜻하는 네덜란드어 약칭이기도 하다. 1998년에 창당되었다.